# Numata
Numata è una città giapponese della prefettura di Gunma.